# Attounissia
Attounissia, arabisch التونسية, DMG At-Tūnisīya, ist eine tunesische Tageszeitung, die in arabischer Sprache erscheint. Sie wurde im Dezember 2011 gegründet und hat ihren Sitz in der tunesischen Hauptstadt Tunis. Es gibt eine Papier- und eine Online-Ausgabe.
Im Februar 2012 löste die Zeitung mit dem Abdruck eines freizügigen Fotos des deutsch-tunesischen Fußballprofis Sami Khedira und dessen Freundin Lena Gercke in Tunesien einen Skandal aus. Der Herausgeber Nasreddine Ben Saida wurde zusammen mit dem Chefredakteur Habib Guizani und einem Journalisten der Zeitung vorübergehend festgenommen. Im März 2012 verurteilte ein Gericht Ben Saida wegen der Veröffentlichung zu einer Geldstrafe von 1000 Tunesischen Dinar (umgerechnet etwa 500 Euro) und entschied, dass alle noch existierenden Exemplare der betreffenden Zeitungsausgabe vernichtet werden müssen. Der Vorgang, der einen der ersten „staatlichen Eingriffe“ in die Presseberichterstattung in der Ära nach dem Umbruch und der Flucht des früheren Präsidenten Ben Ali darstellt, fand weltweit Beachtung in den Medien.